# Moldiver
Moldiver (モルダイバー Morudaibā?) es una serie de animación japonesa (anime) creada por Yamato sobre las aventuras de un héroe que recibe sus poderes a través de una transformación que le proporciona un avanzado aparato tecnológico. Fue producida en 1993, y se presume que el autor intentaba parodiar el OVA La chica mágica (Magical Girl). En España ha sido doblado en castellano y en catalán y fue emitida y distribuida en los años 90.

## Argumento
Mirai Ozora es una chica joven normal que vive en el Tokio del año 2045. Mientras centra su vida en la escuela, y sus hobbies que es el ir de compras, le presta una mínima atención a su hermano pequeño Nozumu y menos a su hermano mayor, Hiroshi, el cual resulta ser un inventor prodigioso; o tal y como se les llama en la época, un Tecnólogo; que está empleado en la mayor empresa Tecnológica del Japón, la ZIC, dirigida por el Profesor Amato, el más grande Tecnólogo del mundo, que antaño fue el profesor de Hiroshi.
La empresa ZIC es la encargada en la fabricación de complejos robots que se encargan de la construcción y el mantenimiento de todas la infraestructuras de Nueva Tokio.
Por otro lado Tokio, se ve amenazado por un malvado Tecnólogo. El Profesor Machingal (Dr. Machinegal, en inglés), quien está dispuesto a destrozar Tokio y sembrar el caos con su bellas muñecas androide. Lo que la gente de la ciudad desconoce, es que tras el Dr. Machingal, en realidad se esconde el genio del mismísimo Profesor Amato, quien teniendo unos planes secretos, sabotea sus propias obras.
Para ayudar a la gente Hiroshi crea el Moltron un dispositivo que tiene el aspecto de una tarjeta, un poco más gruesa, lleno de circuitos de gran complejidad que se alimentan de la energía de una cristal precioso que ostenta en su interior.
El Moltron es un disruptor interdimensional, y cuando se activa este envuelve al ocupante en una carcasa con una apariencia que había diseñado Hiroshi para usar el traje el mismo.
Esta funda interdimensional le proporciona al ocupante una fuerza inusitada, una invulnerabilidad a prueba de bombas atómicas, la capacidad de poder atravesar objetos a voluntad y el poder volar a una velocidad cercana a la luz.
La única pega que contiene el diseño del Moltron de Hiroshi es que la unidad tan solo proporciona cobertura durante 666 segundos (11 minutos), antes de que su fuente de energía, el cristal precioso que llega en su interior, se agote.
Mientras Hiroshi se ocupa de su invento, Ozumu le vigila, porque tiene el sueño de convertirse en el mejor Tecnólogo del mundo, admira profundamente al profesor Amato y está empeñado a superar a su hermano. Para ello descubre el diseño del Moltron y decide construir uno más poderoso para él.
Tras probar su invento Hiroshi, que según la versión inglesa se hace llamar Captain Tokyo, se marcha a comer.
Ozora toma el Moltron y se lo lleva con ella para irse de compras. Lo malo es que en medio de sus quehaceres, el Doctor Machingal ataca y ella decide ponerse el traje, para transformarse en una superheroína. O mejor dicho en un super héroe, ya que el traje adopta el aspecto de un hombre de gran corpulencia y fornido, vestido con una capa un traje azul y un casco.
Mientras aparece el nuevo héroe para ayudar a los ciudadanos que han quedado atrapados en medio del enorme caos que ha provocado Machingal, este ordena a sus muñecas que ataquen a Moldiver que es el nombre que toma el personaje. Sin embargo tras una gran batalla y unos destrozos impresionantes, el traje de Ozora se desactiva, pues su efecto tan solo dura minutos, y Moldiver desaparece.
A partir de entonces Amato descubre la cualidad del Moltron que crea una barrera interdimensional que protege a su ocupante, ésta barrera precisamente es una parte esencial para los planes que tiene e intenta apoderarse del aparato, convirtiéndose en el más acérrimo enemigo de Moldiver.
Mientras Amato, prepara el despegue de la nave que ha de viajar a lo más profundo del espacio por primera vez. Por desgracia para el proyecto, el astronauta elegido, el mejor entre todos ellos, admirado (amado) por Ozora, tiene muchas posibilidades de morir en el viaje, al no poder soportar las energías y fuerzas, que el universo causarán sobre él cuando se activen los motores especiales que impulsen a la nave hacia las estrellas.
Amato intenta descubrir por sí mismo la tecnología interdimensional, reflotando el destructor Japonés Yamato. Pero tras poner al mundo en peligro, la intervención de Moldiver cuyo Moltron apenas si funciona ya porque está casi agotado, salva el día.
En su desesperación Amato tratará de impedir el despegue con sus muñecas. Pero Moldiver reaparecerá, con el Moltrón dividido en dos partes, una de menor potencia con aspecto femenino y la otra de mayor potencia con el traje masculino y se enfrentará a las muñecas para evitar el sabotaje del despegue, ignorando el peligro que corre el astronauta. Cuando Moldiver consigue vencer a las muñecas, aparece Ozumu quien camuflada su identidad en un traje parecido al de Moldiver de color blanco ataca a Ozora, para impedir que la nave despegue. Ozumu, en su inteligencia, ha descubierto que Machingal y Amato son la misma persona, y que el sabotaje es totalmente necesario, y está dispuesto a destruir la nave si es preciso. A pesar de todo Ozumu lleva una gran ventaja puesto que su traje no tiene tiempo límite y no se agota.
Mientras la nave despega, con funesto destino. Hiroshi descubre que el traje de Ozumo, es igual al de Moldiver y que creando la misma disurrupción interdimensional al tocarse ambos trajes se fusionan en uno solo. Por ello le ordena por radio a Ozora que le quite la unidad Moltron a su adversario y que le de la suya. Ozora lo hace, sin llegar a ver quien es en realidad su enemigo, le entrega el traje casi agotado que es el del Moldiver varón. Llevando el traje más débil, ahora con la unidad Moltron de Ozumu entra en la nave y se la entrega al piloto, que ahora ya si puede iniciar su viaje sin riesgo alguno.
Con todo solucionado por el momento. Hiroshi crea el Moltron 2. Ozumu sigue en su empeño de superar a Hiroshi y Amato reconstruye a sus destruidas muñecas, para seguir con sus tejemanejes secretos.

## Episodios
Se realizaron tan sólo seis episodios a modo de presentación con una única historia, dejando la historia abierta para una continuación.
1. Metamorfosis!:Metamorforce!
2. Encima: Overzone
3. Anhelo: Longing
4. Destrucción: Destrucción
5. Intruso: Intruder
6. Verdad: Verity

El nombre Moldiver procede del uso de los primeros caracteres del título de los cinco primeros episodios y las tres primeras letras del episodio 6. (Metamorforce!, Overzone, Longing, Destruction, Intruder, Verity).

## Voces
- Mirai Ozora: Yukana Nogami (Japonés), Julia Reyna Kato (Inglés)
- Hiroshi Ozora: Toshiyuki Morikawa (Japonés), David Hayter (Inglés)
- Nozomu Ozora: Rica Matsumoto (Japonés), Joshua Seth (Inglés)
- Professor Amagi / Dr. Machinegal: Jōji Yanami (Japonés), Doug Stone (Inglés)
- Mao Shirase: Akiko Hiramatsu (Japonés), Melissa Charles (Inglés)
- Isabelle: Emi Shinohara (Japonés), Susan Byrkett (Inglés)
- Sayuri: Izumi Kikuchi (Japonés), Melody Lee (Inglés)
- Nastassja: Kaoru Shimamura (Japonés), Debra Jean Rogers (Inglés)
- Brooke: Kikuko Inoue (Japonés), Jane Alan (Inglés)
- Vivien: Kumiko Nishihara (Japonés), Dorothy Elias-Fahn (Inglés)
- Elizabeth: Yumiko Shibata (Japonés), Wendee Lee (Inglés)
- Jennifer: Yuri Amano (Japonés), Mimi Woods (Inglés)
- Kaoru Misaki: Steven Blum (Inglés)
- Amy Lean: Nariko Fujieda (Japonés)

## Banda sonora
- La interpretación de los temas originales en japonés están a cargo de Yukana Nogami.
- El tema principal es "Go! Go! Moldiver!"
- El tema de cierre es  "Time Limit"
- La música está a cargo de Kei Wakakusa
- El director de sonido es Hiroki Matsuoka
- Los efectos de sonido son encargados a las compañías: Half H.P Studio y Jinnan Studio.

## Ficha técnica
- La idea original de la serie, parte de Hiroyuki Kitazume, quien también desarrolló el diseño de los personajes.
- A cargo del diseño conceptual: Kazuki Miyatake y Masaharu Kawamori.
- Diseño de otros elementos de la serie: Atsushi Takeuchi y Takashi Watabe.
- Los episodios contaban con una duración de 30 minutos.
- Director artístico: Masumi Nishikawa.
- La dirección de la animación se reparte entre varios directores según el capítulo, los cuales a su vez dirigen a los animadores:

Director principal de la serie: Hirohide Fujiwara.
Episodio 1: Masanori Nishii (asistente de dirección de animación)
Episodio 2: Toshimitsu Kobayashi, dirigido por Kenishi Miyashita e Hiroyuki Kitazume (el creador).
Episodio 3: Hiroyuki Ochi, Masanori Nishii, Toyomi Sugiyama y Masahiro Tanaka bajo a dirección de Takeshi Aoki.
Episodio 4: Kunihiro Abe y Yasutaka Kono, bajo la dirección de Yasunori Urata .
Episodio 5: Naoyuki Onda y Tsutomu Tanaka, bajo la tutela de Taro Mozaiku .
Episodio 6: Hiroyuki Kitazuma bajo la supervisión de Masaki Kajishima y de Hirohide Fujiwara (Director de la serie).
Otros directores secundarios de animación: Atsushi Okuda y Tadashi Hiramatsu.
- Los encargados del Script; o libreto escrito que sirve para dar continuidad fidedigna a las escenas y los diálogos de guion; fueron: Manabu Nakamura y Ryoe Tsukimura.
- Compañía productora: AIC
- Productor ejecutivo: Taro Maki.
- Productores: Hiroaki Inoue, Hiroshi Kakoi, Hisao Yamada y Kazuaki Morijiri.
- Los productores provienen de las siguientes empresas:

DAST Corporation
Oniro
PIONEER LDC
Studio Cartan
- A cargo del Storyboard, o abocetado de las diferentes escenas de la animación, que sirve de guía a los directores: Tadashi Hiramatsu (episodio 3) e Hirohide Fujiwara (en el episodio 5).
- Para la creación de escenas de gran calidad se contó con artistas del aerógrafo: Ryoji Sakurai, Takahiro Fukuda y Takashi Maeda.
- Supervisores de la animación: Eisaku Inoue, Kazuo Takigawa, Nobuyuki Kitajima, Shinsuke Terasawa.
- Animadores o Mangankas principales: Operarios: Atsushi Okuda, Hiroyuki Okuno, Koji Watanabe, Koudai Iwata, Masami Obari, Seiji Handa, Takehiro Nakayama, Yoichi Mitsui e Hiroyuki Kitazume (Operario y editor).
- Animación intermedia: Akiko Kawashima, Akiko Suda, Bo Kyung Yi, Chung Mee Kim, Chung Suk Yim, Eiji Yasuhiko, Eri Itsuoka, Etsuko Kanemaru, Eun Mee Kim, Hiromitsu Kawasaki, Hisashi Aoyama, Hisashi Shimokawa, Hitomi Ando, Hyea Jeong Hwang, Hyeon Geum Kwon, Kazushige Sakamichi, Keiko Shiotsuki, Koji Kamata, Koji Moriyama, Kotomi Kurokawa, Kouji Yanagisawa, Kwang Suk Yi, Kwi Yeon Huh, Kyeon Seon Kwon, Kyoko Hyodo, Kyung Ae Hong, Kyung Sook Suh, Maki Sawai, Masahiro Kuroki, Masaki Ebina, Masato Honda, Masato Utsube, Michio Ito, Michiru Narita, Mika Shimizu, Mikiko Maki, Mikine Kuwabara, Munetaka Abe, Myung Sook Yim, Naomi Kimura, Naoya Horikawa, Naoyuki Aoyama, Naoyuki Konno, Nobutoshi Kashiwabara, Oh Cha Wang, Rang Young Ro, Rie Aoki, Ritsuko Watanabe, Sadayuki Iwai, Sakiko Watanabe, Satoshi Toyoda, Seon Hee Kim, Seon Hyea Jeon, Shinya Kawaguchi, Shinya Kawahara, Sho Yamamoto, Sook Cha Park, Soon Joo Yi, Soon Ohk Choi, Su Jin Soun, Sung Kyu Chang, Susumu Tomioka, Tadao Yoshikawa, Tadashi Yoshida, Takaaki Fukuyo, Takuya Ono, Taro Yamashita, Tomo Ikeuchi, Toshiroo Teramoto, Yong Joon Kim, Yong Oh Bea, Yoshie Yokoyama, Yoshikazu Kaku, Yoshikazu Yamagishi, Young Sun Yi, Yuki Kojima e Yukio Tsuchihashi.
- Las empresas que contribuyeron a los animadores intermedios son:

Han Young
Hana Production
Magic Bus
MW: Film
Seoul Kids
Sunshine Corporation
Tamazawa Production
Tokyo Animation Center
Tokyo Kids
- Comprobadores de la animación (testeo): Akihiro Izumi, Cho Zenka, Hiroshi Shirakawa, Katsunori Ito, Katsuyuki Tamura, Masahiko Kubo, Myung Ki Kim, Naoyuki Konno, Ryokichi Yoshizawa y Tetsuya Hibino.

- Entintado y pintura: Akira Omaeda, Emiko Kimura, Hiroko Kochiya, Keiko Adachi, Koji Kitamura, Naomi Endou, Noriko Abe, Sayuri Okada, Tetsuharu Eguchi y Tomoko Sekiguchi.

- Los entintadores y pintores pertenecen a las siguientes empresas de animación:

Han Young
Hana Production
Kuma Production
Seoul Kids
Studio Fantasia
Studio PIA
- Diseño de los fondos está a cargo de la compañía Baku Production, e intervienen: Emiko Koizumi, Hirofumi Shiraishi, Hiroshi Ota, Hisashi Ikeda, Kumiko Nagashima, Masahiro Kawashima, Masao Ichitani, Masumi Nishikawa, Mitsuyoshi Kosugi, Noriko Kaneko, Osamu Honda, Toshiyuki Yoshimura, Yasunari Usuda, Yuka Okamoto e Yukari Matsuzaki.

- A cargo de la edición la compañía Jay Film, quien aporta a los editores: Toshio Henmi e Yasue Funami.

- Distribución: Geneon Entertainment, Inc.